# Fingerbäralm
Fingerbäralm, Celtis biondii är en hampväxtart som beskrevs av Renato Pampanini. Fingerbäralm ingår i släktet bäralmar och familjen hampväxter. Utöver nominatformen finns också underarten C. b. holophylla.